# Замок Ранис
Замок Ранис (нем. Burg Ranis) — средневековый замок, расположенный в немецком городе Ранис в федеральной земле Тюрингия.
Расположенный на скальном возвышении комплекс замковых строений подразделяется на сгруппированные вокруг просторного двора:
- верхний замок в западной части с примыкающей к нему круглой главной башней — так называемым бергфридом,
- массивный южный флюгель с его типичными щипцами и
- прикрывающий восточную сторону форбург с главными воротами и хозяйственными постройками.

Хотя точное время основания замка неизвестно, предположительно, первые укрепления на скале над современным городом Ранис были возведены уже в XI веке. В 1084 году замок, впервые письменно упомянутый как лат. castrum Ranis, был передан Генрихом IV своему сподвижнику Випрехту фон Гройчу — будущему маркграфу Майсена и Лаузица. После пресечения рода фон Гройч замок находился в управлении различных имперских министериалов, будучи одной из опор королевской власти на востоке Германии.
При императоре Отто IV Ранис был заложен графам фон Шварцбург, перейдя в их владение в 1220 году при Фридрихе II. Именно в этот период были возведены почти все ныне существующие постройки; их современный облик восходит к XVII веку, когда замок был перестроен после крупного пожара.
В 1389 году замок был продан Веттинам. Однако уже в 1463 году Вильгельм Смелый, одно время использовавший замок в качестве своей побочной резиденции, передал его брату своей жены — Генриху фон Бранденштайну (нем. Heinrich von Brandenstein). Обременённые долгами наследники последнего были вынуждены продать его роду фон Брайтенб(а)ух (нем. Herren von Braitenb(a)uch), во владении которых замок оставался вплоть до 1942 года, когда он был выкуплен Немецким Красным крестом.
В настоящее время замок Ранис, в помещениях которого открыт музей (с 1956 года), находится в государственной собственности и управляется фондом «Тюрингенские замки и парки» (нем. Stiftung Thüringer Schlösser und Gärten).